# Konrad III. (Freiburg)

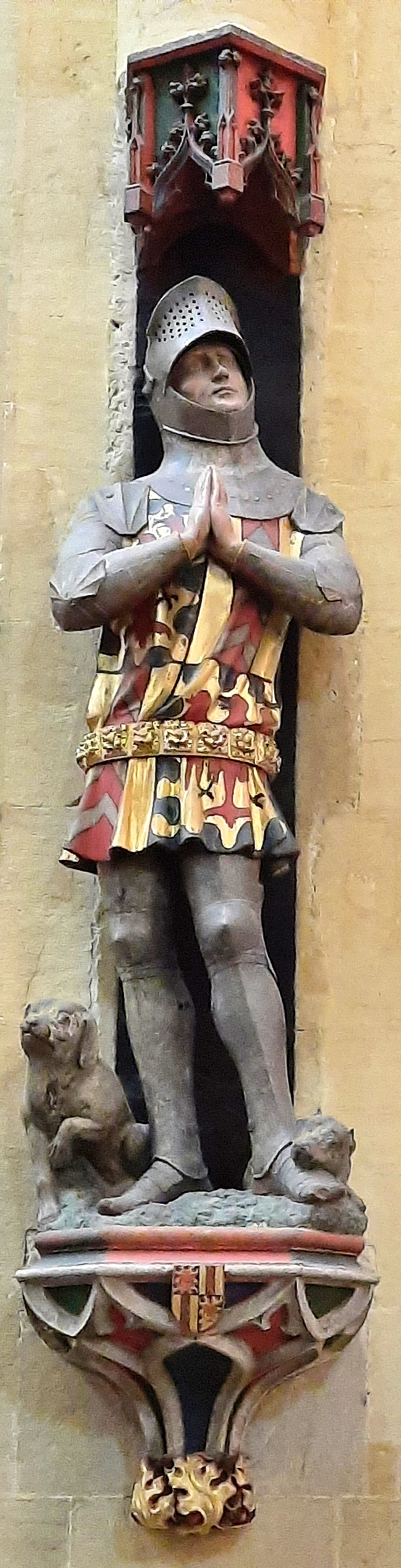
Konrad III. Graf von Freiburg und Neuenburg

Konrad III. von Freiburg – in der Romandie als Conrad de Fribourg bekannt – (* 1372; † 16. April 1424 in Neuenburg) war Titular-Graf von Freiburg, Graf von Neuenburg und Herr von Badenweiler.

## Leben

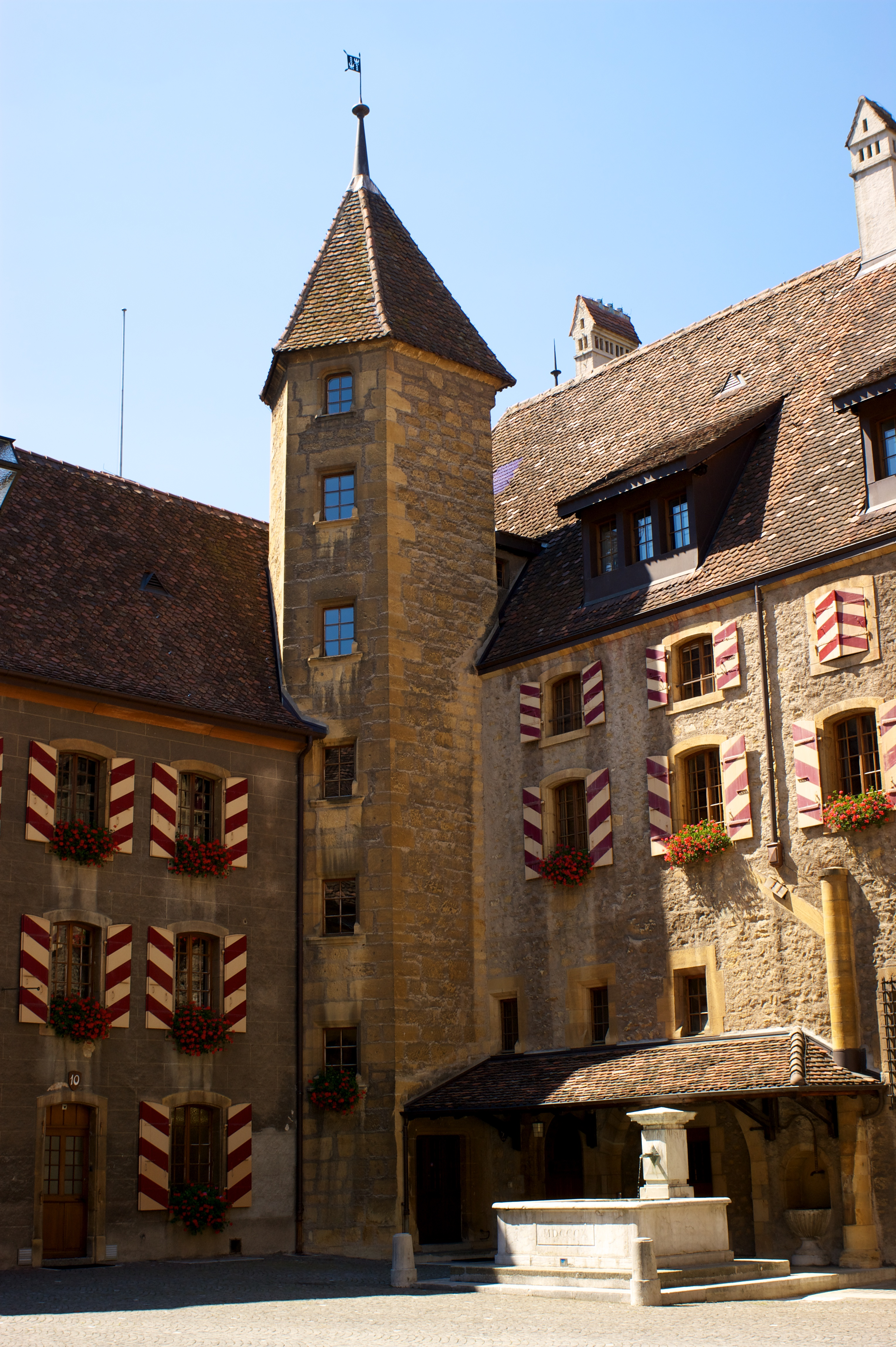
Innenhof von Schloss Neuenburg

Konrad wurde als Vollwaise am Hof von Neuchâtel von seiner Tante Isabella von Neuenburg erzogen, da er seine Mutter bereits im Alter von zwei Jahren und den Vater mit 13 Jahren verloren hatte.
Isabella vermachte als letztes Glied des Grafenhauses Neuenburg in ihrem Testament die Grafschaft Neuenburg Konrad, obwohl sie damit die Rechte ihres Lehensherrn Johann von Chalon verletzte, der das Lehen mit Isabellas Tod als heimgefallen betrachtete. Konrad nahm 1395 gleichwohl Besitz von der Grafschaft.
Graf Johann stimmte diesem Erbgang als Lehnsherr erst 1397 zu, wobei die Lehensvergabe als Gnadenakt ohne Anerkennung eines Rechtes auf diese Vergabe erfolgte.
1404–1405 unternahm Konrad eine Pilgerreise nach Palästina. Er erfüllte nicht alle Lehenspflichten und Johann von Chalon leitete die vorläufige Beschlagnahmung des Lehens ein, was Konrad nicht akzeptierte. Konrad wurde überdies vorgeworfen die Freiheiten und Rechte der Stadt Neuenburg und der Einwohner der Grafschaft zu verletzen. Johann von Chalon bestätigte diese Rechte und Freiheiten nun direkt und ließ sich am 13. August 1406 von der Bürgerschaft huldigen.
In dem Konflikt zwischen Konrad und den Adeligen und Bürgern der Stadt Neuenburg, wandten diese sich an Bern und baten um Schutz. Am 16. April 1406 schloss Konrad seinerseits ein ewiges Burgrecht mit Bern, womit Neuenburg ein zugewandter Ort der Eidgenossenschaft wurde. Bern nahm beide Parteien in das Bürgerrecht auf und sicherte sich so als Schiedsrichter auch für die Zukunft ein entscheidendes Mitspracherecht in der Grafschaft.
Der Graf von Chalon scheute einen Konflikt mit Bern und erkannte die Erbfolge an. 1416 kam es sogar zur Hochzeit zwischen Johann von Freiburg und der Marie von Chalon-Arlay, der Tochter seines Lehensherrn.
1406 konnte Konrad in dem lang anhaltenden Streit mit den Grafen von Aarberg einen Sieg gegen Wilhelm von Aarberg-Valangin erringen, der ihm huldigte. 1412 entschieden die eidgenössischen Orte Bern, Solothurn, Freiburg und Biel einen Streit um größere Freiheiten zwischen den Bürgern von Neuenburg und dem Grafen zugunsten des Grafen. 1415 nahm Konrad am Konzil von Konstanz teil.
Eine Statue die den Grafen darstellt befindet sich im Grabmal der Grafen von Neuenburg in Neuchâtel.

## Herkunft, Ehen und Nachkommen
Er war der älteste Sohn des Egino III. († 1385) von Freiburg und der Varenne von Neuenburg († 1374).
Konrad heiratete 1390 Marie de Vergy, Tochter von Jean III. de Vergy († 1407)
mit der einen Sohn hatte
- Johann (* 26. Mai 1396 in Neuenburg; † 19. Februar 1458 in Neuenburg)

In zweiter Ehe heiratete er Alix des Baux († 1426), die 1408 geschiedene Frau des Odo von Thoire und Villars. Es bleibt ungewiss, wann diese Hochzeit stattgefunden hat. Die erste überlieferte Erwähnung, dass Konrad und Alix ein Paar waren datiert von 1418.
Konrads Schwester Anna war mit Markgraf Rudolf von Hachberg-Sausenberg verheiratet, dessen Enkel, Rudolf IV. nach dem Tod des einzigen Sohnes von Konrad, Johann die verbliebenen Güter der Grafen von Freiburg erbte.